# ノシラン

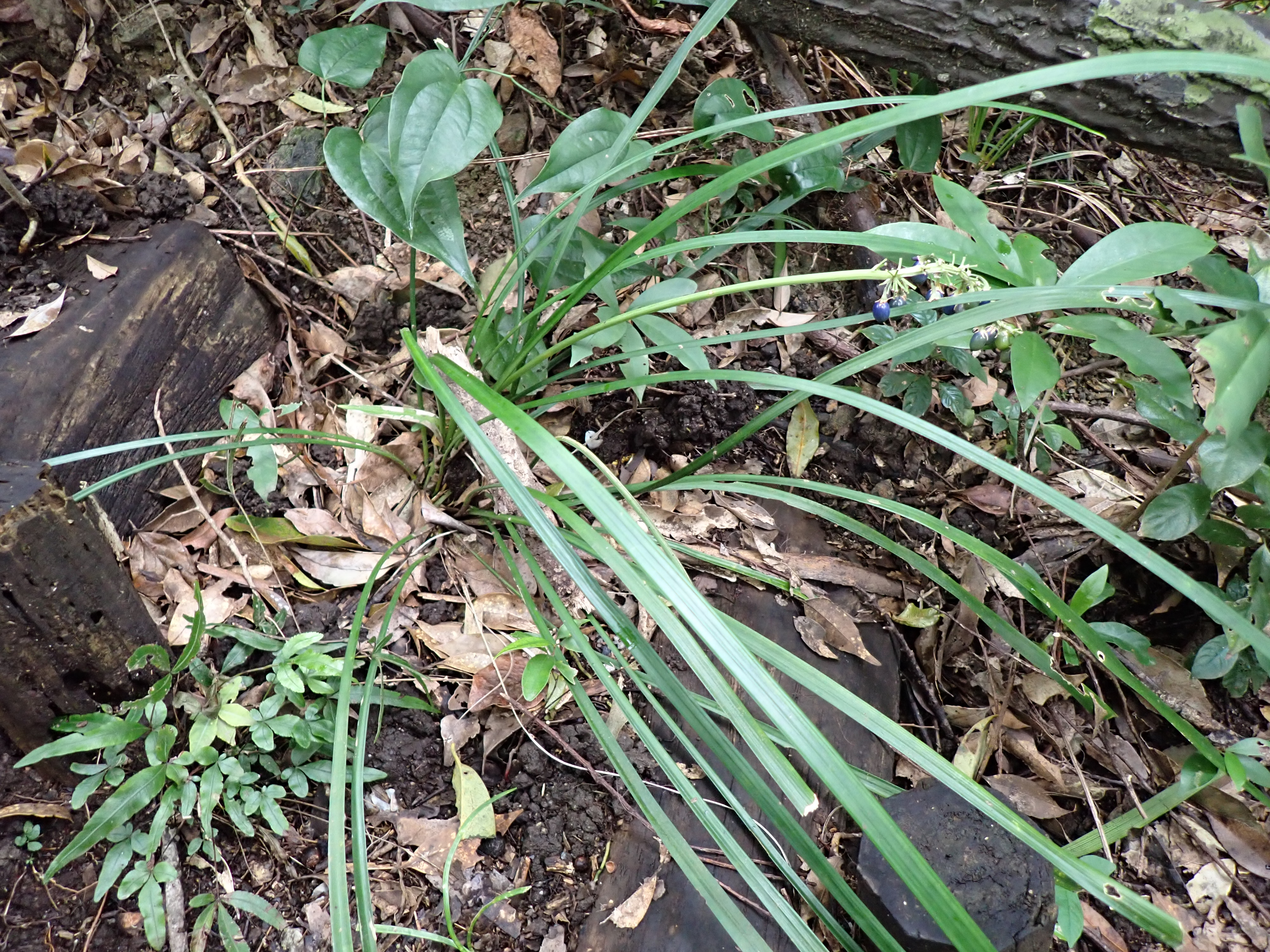
生育状況（2025年2月 沖縄県名護市 名護城公園）

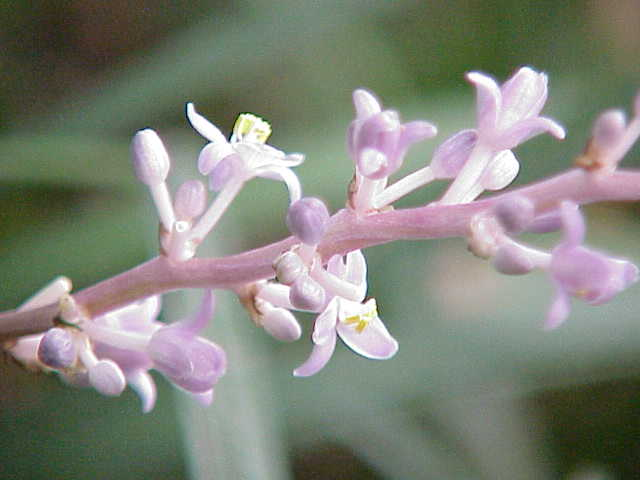
他言語版WikipediaにおいてO. jaburanとされている花（Wikimedia Commonsより）

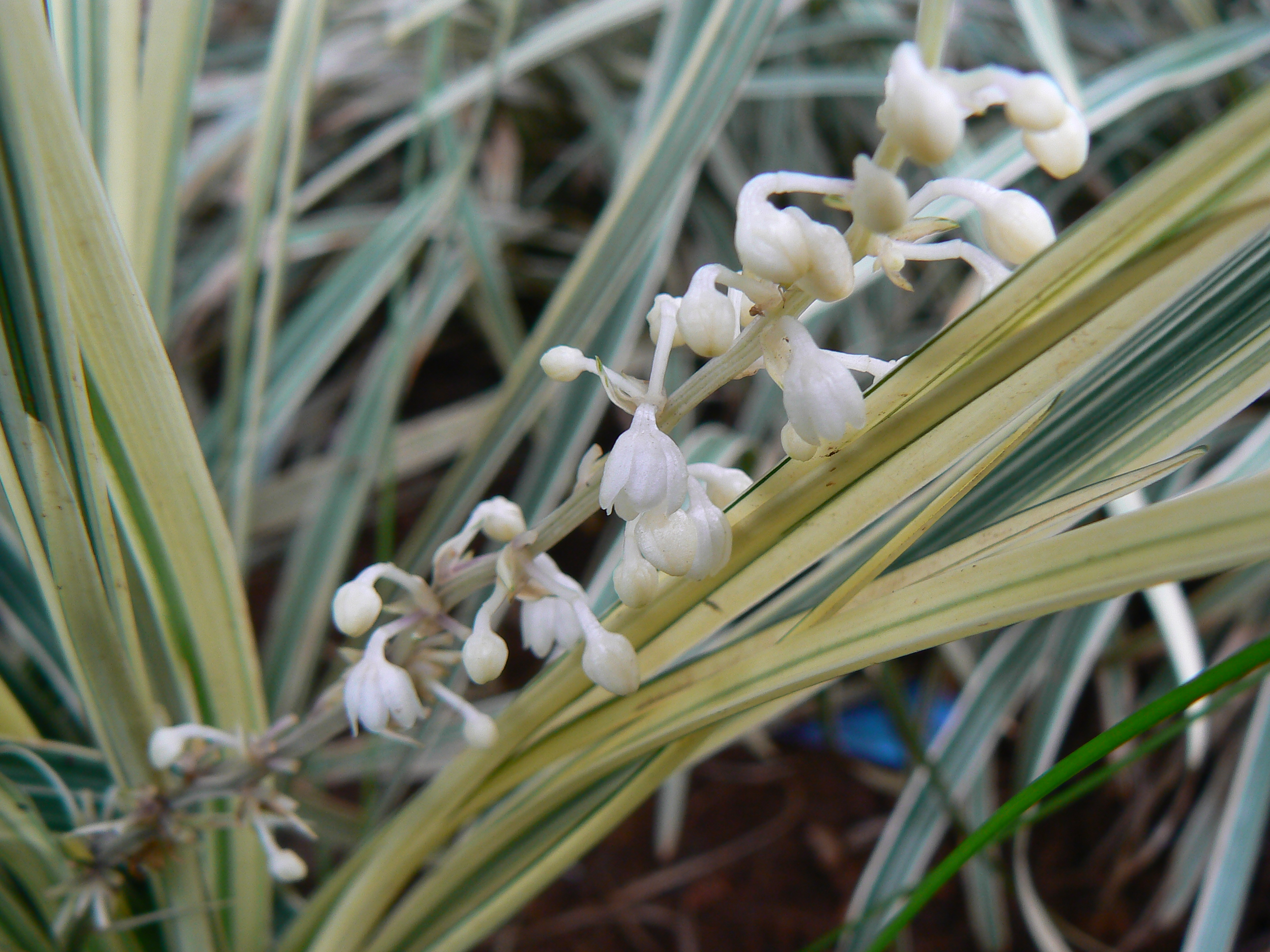
Ophiopogon jaburan 'Variegata'
（Wikimedia Commonsより）

ノシラン（学名：Ophiopogon jaburan）はキジカクシ科（クサスギカズラ科）ジャノヒゲ属の多年草。かつてクロンキスト体系ではユリ科に含められていた。

## 特徴
葉は長さ80 cm、幅は10–18 mm。花茎は著しく扁平で2稜があり、長さ25–75 cm、幅4–8 mm。花柄は長さ10–22 mmで、花被の2倍以上長い。花は白色で下向きにつく。花期は7–9月。果実は蒴果だが、果皮は薄く成長途中で破れ、種子を露出して成熟する。種子は濃青色で長さ1 cmほど。

## 分布と生育環境
本州関東地方以西～南西諸島、韓国済州島に分布。海に近い林の下に生育し、ときに群生する。